# أرنولد باور
أرنولد باور (بالألمانية: Arnold Bauer)‏ (و. 1909 – 2006 م) هو مؤلف، وكاتب من ألمانيا، والإمبراطورية الألمانية، وألمانيا النازية، وألمانيا الشرقية، ولد في برلين، توفي في برلين، عن عمر يناهز 97 عاماً.